# جون ايلا
جون ايلا (بالإنجليزية: John Ella) (1802–1888) هو موزع وعازف كمان إنجليزي ومدير حفلات.

## حياته
وُلدت إيلا في ثيرسك في 19 ديسمبر 1802. وكان والده ريتشارد إيلا ينوي القانون ؛ ولكن في 1819 تعلم العزف على الكمان من قبل فيمي. في 18 يناير 1821 ظهر لأول مرة كموسيقي محترف في أوركسترا مسرح دروري لين. في العام التالي تمت ترقيته إلى فرقة مسرح الملك.
في 1826 ، عند الانتهاء من تعليمه الموسيقي تحت قيادة توماس أتوود ، وبعد ذلك تحت قيادة فرانسوا جوزيف فيتيس في باريس ، أخذ مكانه كعضو في فرق الأوركسترا الكبرى في لندن ، مثل الفيلهارمونية والحفلات الموسيقية القديمة. ربما يكون قد أسس نادي السلطون للآلات الموسيقية و سوسييتا ليريكا في وقت مبكر من هذه الفترة من حياته. كانت مخصصة لممارسة وأداء موسيقى أوبرالية غير مألوفة. لعب في الأوركسترا بمناسبة جنازة كارل ماريا فون ويبر، 21 يونيو 1826. حول هذا الوقت تم تعيينه في منصب ثانوي في الأكاديمية الملكية للموسيقى ، وأصبح محررًا موسيقيًا في أثينا .